# Palazzo Andreassi

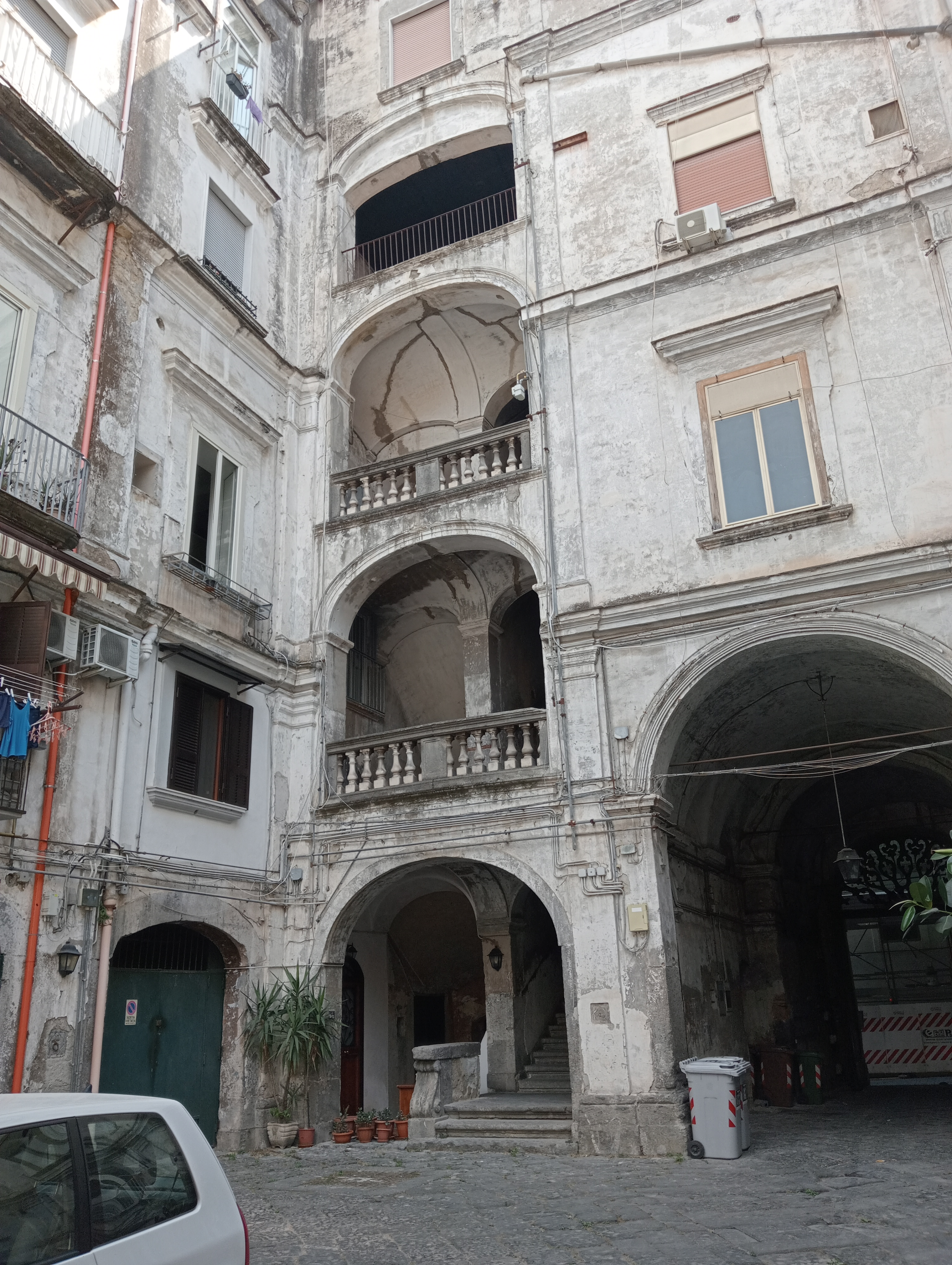
Palazzo Andreassi in Neapel: Haupttreppe

Der Palazzo Andreassi ist ein Palast aus dem 17. Jahrhundert im Viertel Sanità von Neapel in der italienischen Region Kampanien. Es liegt an der Via Antonio Villari, 56.

## Geschichte
Über diesen Palast gibt es nur sehr wenige historische Informationen; er wurde mit größter Wahrscheinlichkeit in den ersten Jahrzehnten des 17. Jahrhunderts errichtet. Laut dem von König Joachim Murat eingerichteten und 1815 veröffentlichten Kataster gehörte der Palast dem Markgrafen Andreassi. Die Andreassis waren eine kalabresische Familie (wahrscheinlich abstammend von einem nach Süden abgewanderten Zweig der prestigeträchtigen Familie Andreasi aus Mantua; dies lässt das gemeinsame, „ornithologische“, figürliche Element beider Wappen, die jeweils einen Schwan zeigen, vermuten), die in der Justiz ab dem 17. Jahrhundert verzeichnet sind und denen zunächst 1724 der Titel eines Grafen von Montemurro (per weiblicher Nachfolge an eine andere Familie übergegangen) und dann der des Markgrafen auf den Nachnamen verliehen wurde.

## Beschreibung
Der Palast zeigt sich als imposantes Gebäude mit vier Stockwerken und einem hohen Portal aus Piperno im Erdgeschoss (an dessen Seiten sich zwei Poller aus demselben Material aufgestellt sind), das den Zugang zunächst zum Empfangssalon und dann zum Innenhof vermittelt; letzterer ist nach hinten mit einer großen Nische abgeschlossen, in der sich eine kleinere Nische befindet, die mit einer Stuckschale dekoriert ist, über der das Familienwappen der Andreassis in Marmor angebracht ist. Auf der rechten Seite des Hofes gibt es eine offene Treppe mit einer Arkade und zwei Rampen pro Stockwerk.
Derzeit handelt es sich um ein heruntergekommenes Wohnhaus, das dringend eine radikale Restaurierung benötigt.

## Bildergalerie

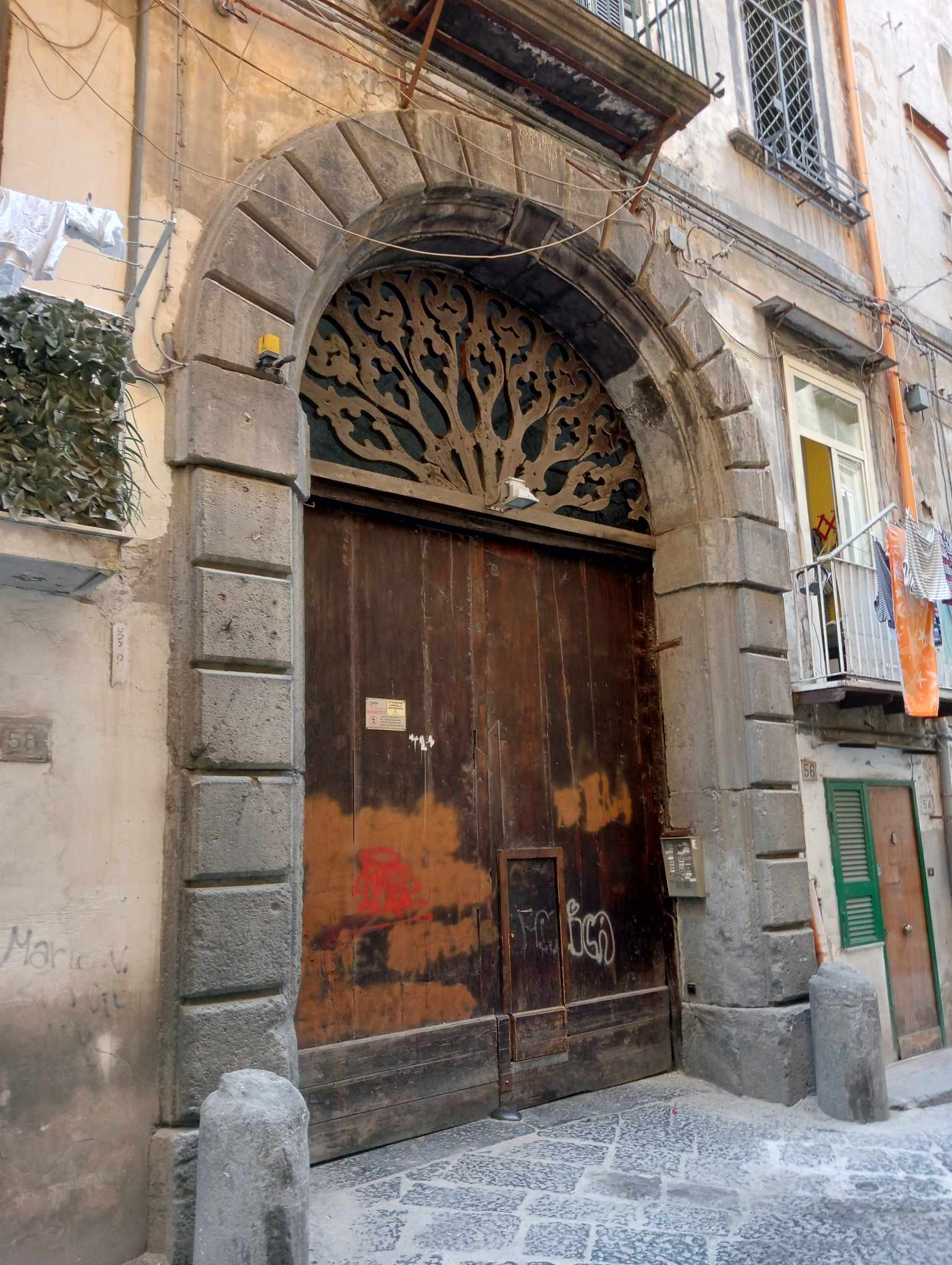
Portal zur Via Antonio Villari
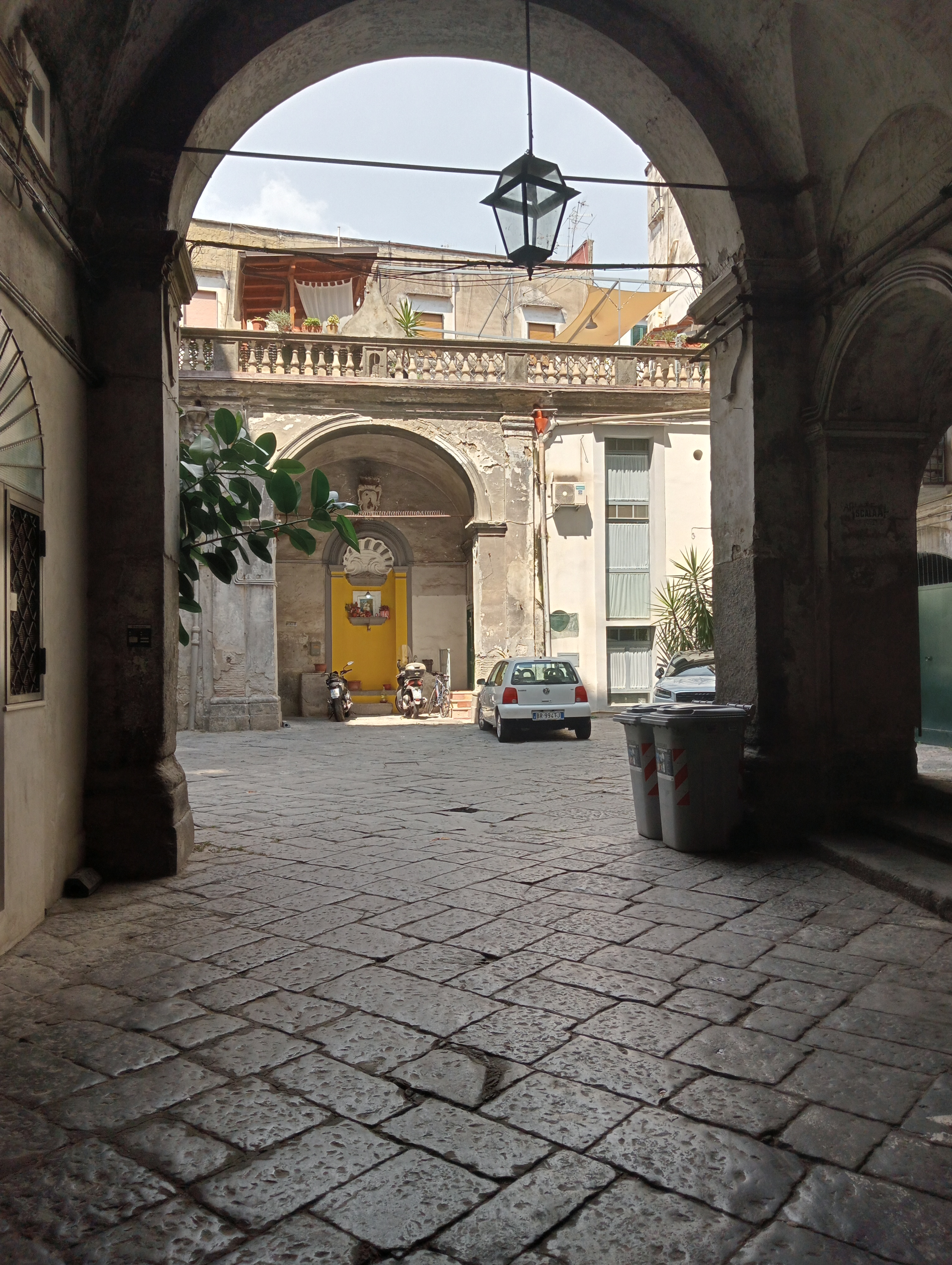
Innenhof
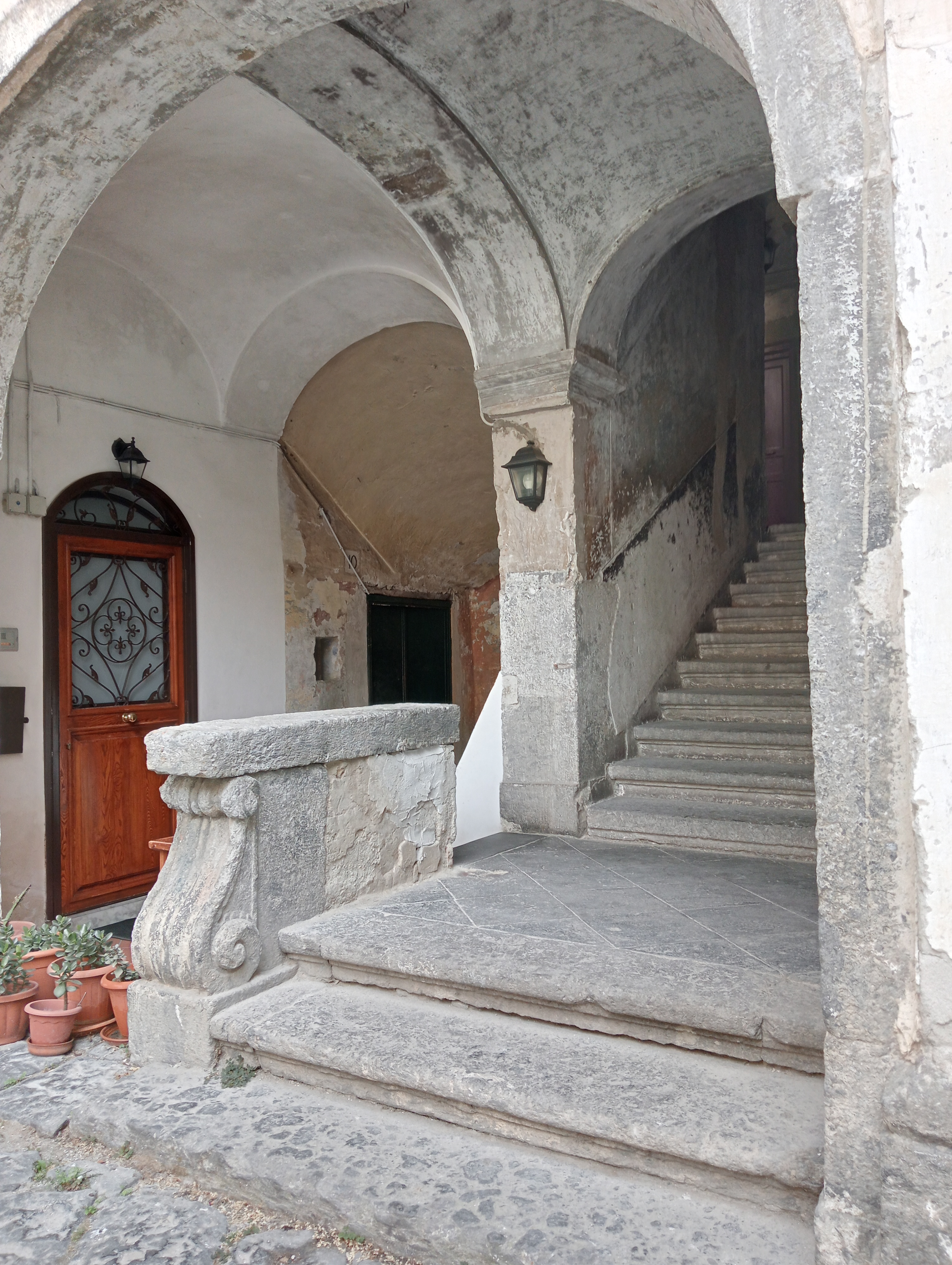
Volute aus Piperno am Fuß der Treppe